# THE VERY BEST OF CARNATION “LONG TIME TRAVELLER”
『THE VERY BEST OF CARNATION “LONG TIME TRAVELLER”』（ザ・ヴェリー・ベスト・オブ・カーネーション・ロング・タイムトラベラー）は、カーネーションのベスト・アルバム。2018年6月20日にCROWN STONES/日本クラウンから発売。
2018年当時で結成35周年の記念として、オールタイム・ベストとして発売された。
収録曲選定の際には、シングルとして発売されたいわゆる「代表曲」や、ライブでの定番曲となった楽曲の他、Twitterでファン宛に募集した「裏名曲」のアンケートを参考としている。アンケートの1位・2位を獲得した楽曲と、直枝政広自身が「これは外せない」と思っていた楽曲のほか、過去にリリースされたベストアルバム数枚と、なるべく被らない楽曲を選曲している。
「Future Song」「サンセット・モンスターズ」の2曲は、本作初収録の新曲。「サンセット・モンスターズ」は青山真治監督によるミュージック・ビデオが制作されている。

## 収録曲

### Disc 1
1. 夜の煙突
2. 未確認の愛情
3. Edo River
4. It's a Beautiful Day
5. Garden City Life
6. I WANT YOU
7. New Morning
8. サンセット・サンセット
9. 月の足跡が枯れた麦に沈み
10. Strange Days
11. REAL MAN
12. センチメンタル
13. 長い休日
14. やるせなく果てしなく
15. ANGEL

### Disc 2
1. スペードのエース
2. 十字路
3. 魚藍坂横断
4. オフィーリア
5. PARADISE EXPRESS
6. ジェイソン (Short Version)
7. さみだれ
8. I LOVE YOU
9. アダムスキー (Album Mix)
10. いつかここで会いましょう
11. E.B.I.
12. Peanut Butter & Jelly
13. Little Jetty
14. Future Song
15. サンセット・モンスターズ